# Arc de Diane
L'arc de Diane est le principal vestige des thermes romains de Divona Cadurcorum, la cité gallo-romaine qui est ensuite devenue Cahors (département du Lot, France).
Contrairement à ce que son nom laisse penser, il ne s'agit pas d'un temple ou d'un arc de triomphe dédié à la déesse Diane. Les thermes dont il est l'un des murs sont construits sous le Haut-Empire romain, sans plus de précision possible. Ils sont sans doute désaffectés au cours du IVe siècle mais leur plan complet n'a pas pu être levé.

## Localisation
Les thermes sont construits dans la partie septentrionale de la ville antique dont ils occupent le point le plus élevé à 139 m d'altitude, environ 30 m au-dessus du niveau du Lot. Deux cardines (voies nord-sud) bordent leur emprise à l'ouest et à l'est, cette dernière voie étant assimilée au cardo maximus.
Dans la ville moderne, ils se trouvent en grande partie sous l'avenue Freycinet et le groupe scolaire Jean-Calvet.
L'arc de Diane, pour sa part, occupe une position médiane dans le plan des thermes tel qu'il peut être reconstitué au regard des données disponibles : il s'agit d'un arc faisant communiquer deux structures à l'intérieur du complexe thermal.

## Histoire

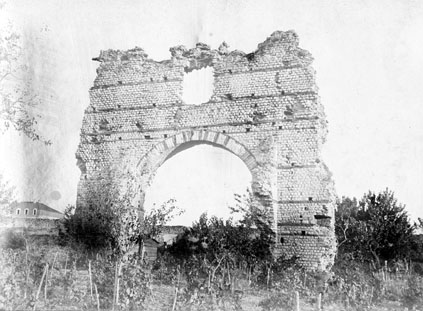
L'arc de Diane au milieu des jardins (1891).

La chronologie des thermes ne peut être précisément établie.
Il est cependant avéré qu'ils prennent la place d'un bâti à l'affectation indéfinie. Les évaluations datant des années 1960 (construction en trois étapes aux Ier et IIe siècles) doivent être abandonnées ; une seule phase de construction semble devoir être privilégiée pour le gros œuvre, vers la fin du Ier ou au début du IIe siècle, des remaniements ponctuels étant possibles dans un second temps.
De même, la date de leur abandon, sans doute postérieure au début du IVe siècle et peut-être liée à la rupture de l'aqueduc romain de Divona qui les alimentait — il prenait sa source à 16 km de là, au pied de l'oppidum de Murcens —, n'est pas connue. Les murs des thermes sont alors arasés, les sols récupérés et les salles peut-être transformées en habitats.
L'arc de Diane, seul vestige antique visible en élévation dans tout le Quercy, est classé comme monument historique depuis le 12 juillet 1886.
En 1952, la ville de Cahors rachète les terrains de l'ancien couvent des Clarisses — elles sont installées à Cahors depuis 1219 —, où se trouve l'arc de Diane et qui sont alors occupés par des jardins. Les travaux de construction de construction d'une école, sur cette emprise, met au jour les fondations et la base de certains murs de l'établissement thermal dont le site fait l'objet de fouilles de 1953 à 1956. Les vestiges découverts à cette occasion sont classés comme monuments historiques le 4 novembre 1955.

## Description
Les fouilles réalisées sur le site dans les années 1950 n'ont pas mis au jour la totalité du complexe et il n'est pas possible d'en dresser un plan complet ni d'affecter un usage précis à toutes les salles ; il est possible de lui attribuer une superficie totale de 3 000 m2 même si seules ses limites nord et ouest sont connues.
L'arc de Diane pourrait être la structure séparant partiellement un frigidarium au nord de l'une de ses piscines au sud. Une autre piscine, symétrique de la première au nord, se vidange comme elle dans un égout qui traverse la salle. À l'ouest de cette salle prennent successivement place un tepidarium puis un caldarium alors qu'à l'est la salle contiguë au frigidarium peut être considérée comme un apodyterium : l'usager des thermes suit donc un parcours linéaire. La palestre s'étend au sud de cet ensemble.
Les thermes de Divona Cadurcorum ont été construits en blocs de grès, en petits moellons cubiques de calcaire ainsi qu'en briques associées à l'appareil de calcaire (opus mixtum) sans pour autant que ces modes architecturaux reflètent une chronologie dans l'histoire des thermes. L'arc de Diane est bâti selon cette troisième technique. Cinq fragments de mosaïque sont retrouvés dans le secteur où les thermes sont fouillés dans les années 1950. Quatre d'entre eux n'appartiennent certainement pas à une salle des thermes ; le doute subsiste pour le cinquième,. Les parois et les sols de certaines salles sont revêtus de marbre ou de plaques
de calcaire provenant de la région de Prayssac.

Frigidarium et arc de Diane.
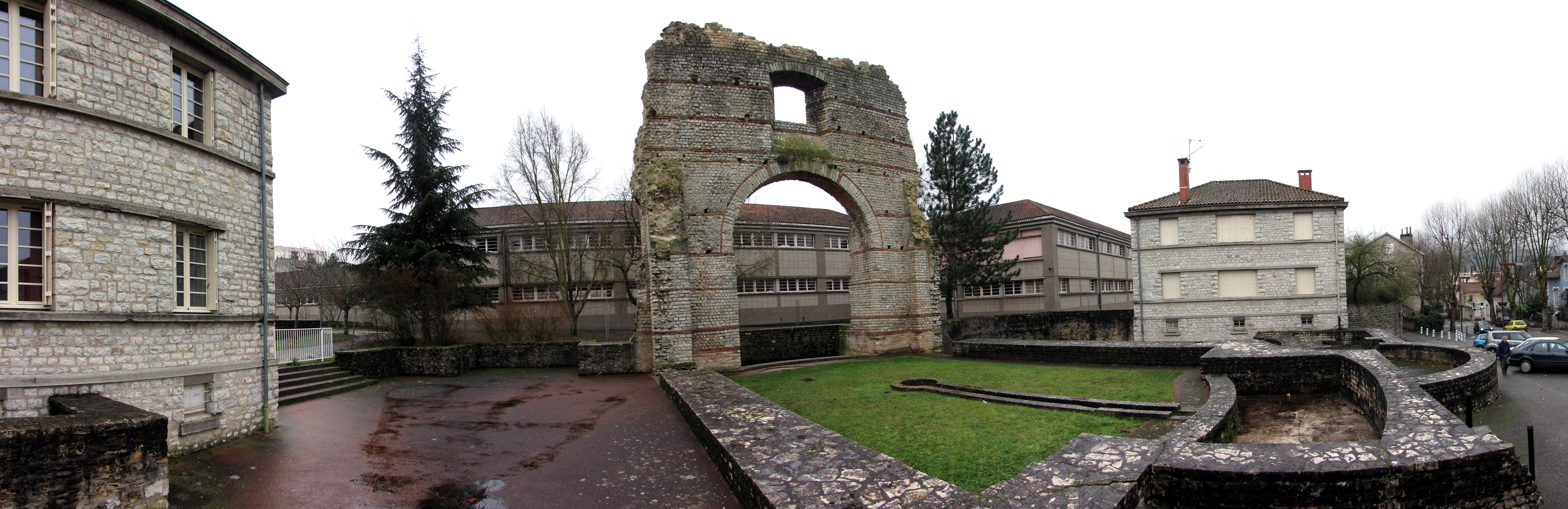
Vue générale des vestiges des thermes ; frigidarium engazonné au centre.
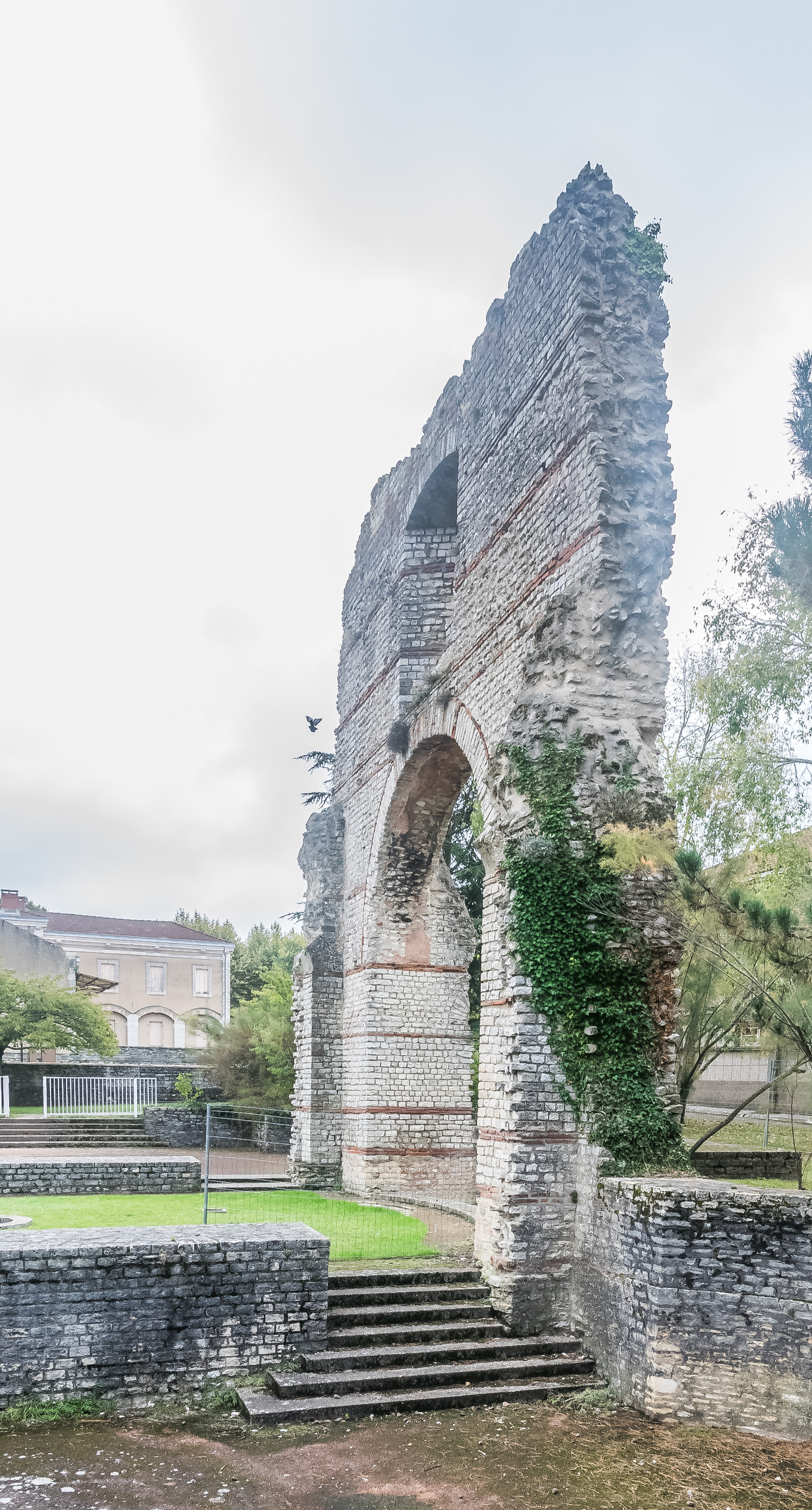
Vue de profil.
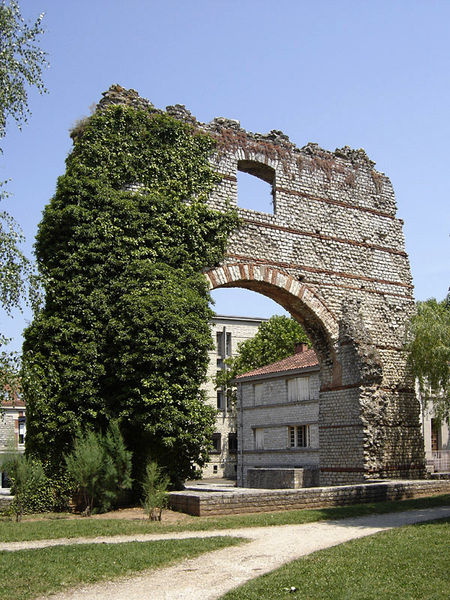
Face sud de l'arc.
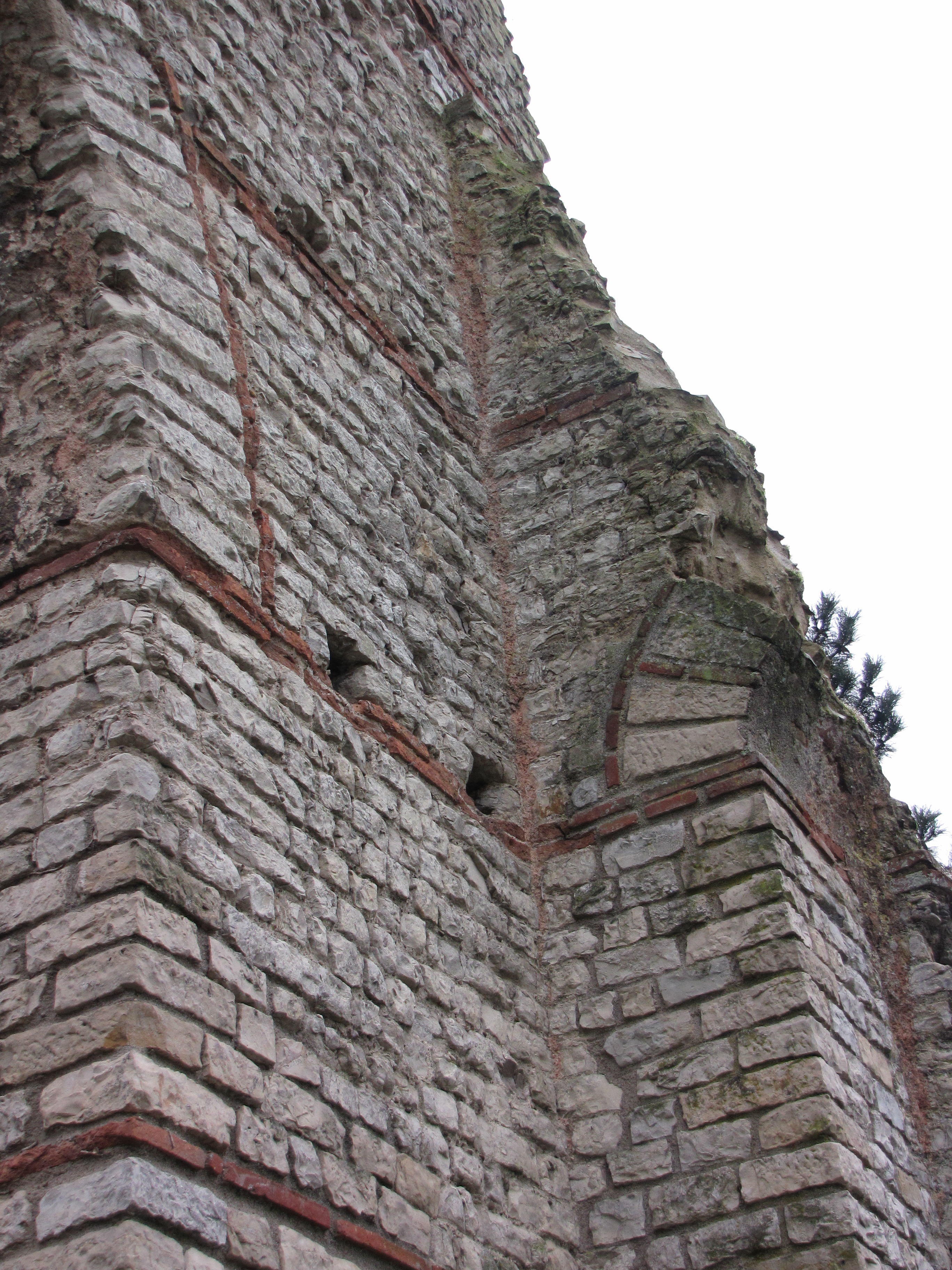
Détail des maçonneries.
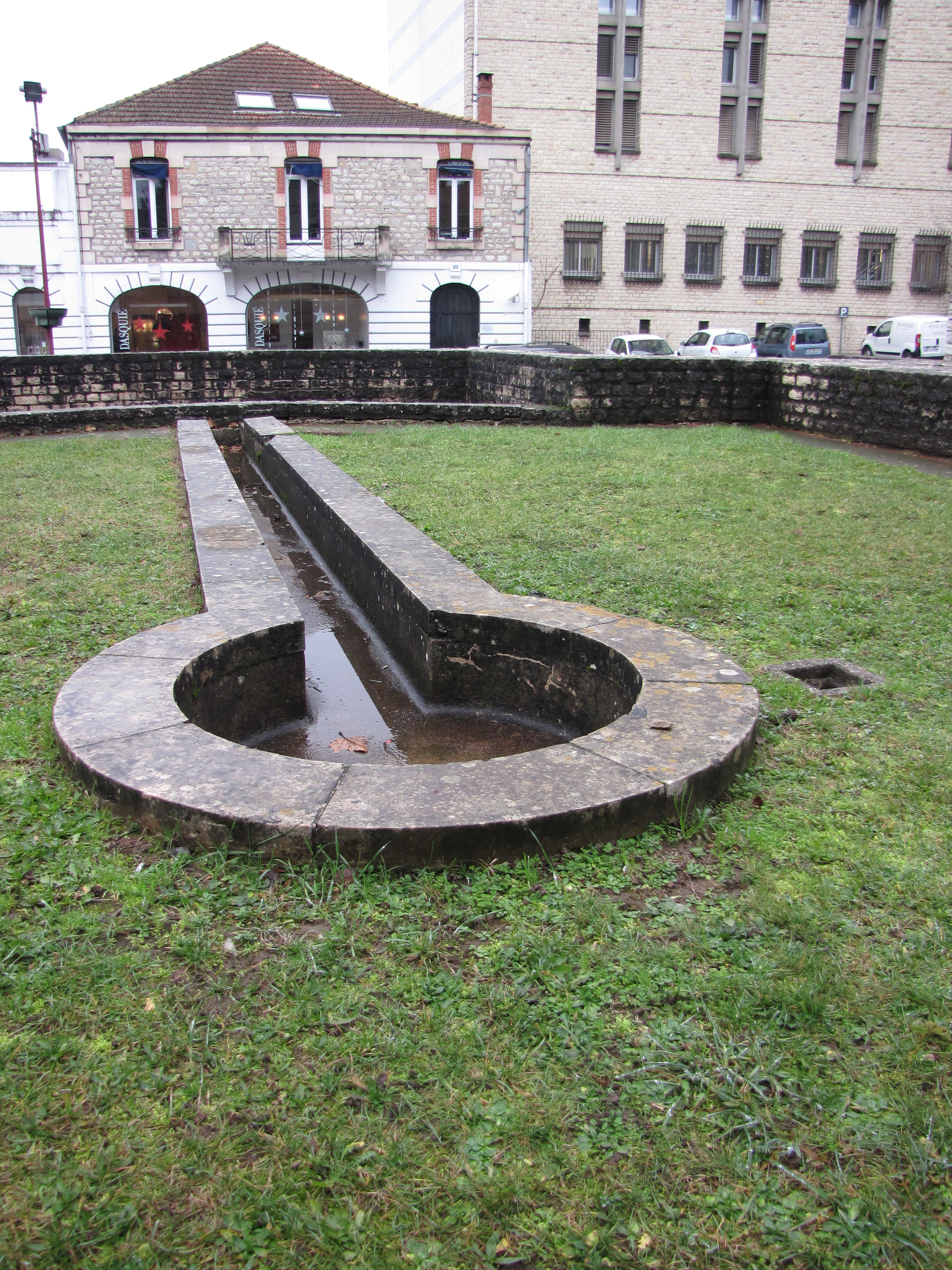
Égout et puisard.